# Liste von Persönlichkeiten der Stadt Luanda
Diese Liste zählt in alphabetischer Reihenfolge Persönlichkeiten auf, die in der angolanischen Hauptstadt Luanda geboren wurden. Die Liste erhebt keinen Anspruch auf Vollständigkeit.

## A
- Cláudio Abreu (* 1971), portugiesischer Fußballspieler
- Guilherme Afonso (* 1985), schweizerisch-angolanischer Fußballspieler
- Albina Africano (* 1945), angolanische Chemikerin und Politikerin
- José Águas (1930–2000), portugiesischer Fußballspieler
- Sandro Aguilar (* 1973), portugiesischer Filmregisseur
- Aguinaldo (* 1989), Fußballspieler
- Marco Airosa (* 1984), Fußballspieler
- José Pedro Alberto (* 1987), Fußballspieler, seit 2009 angolanischer Nationalspieler
- Carlos Manuel Alonso (* 1978), Fußballspieler
- Paulo António Alves (* 1969), Fußballspieler
- Sofia Alves (* 1973), portugiesische Schauspielerin
- Rui Andrade (* 1999), Autorennfahrer
- Aurélio Buta (* 1997), portugiesischer Fußballspieler
- Flávio da Silva Amado (* 1979), Fußballspieler
- Ilídio do Amaral (1926–2017), portugiesischer Geograph
- Assunção dos Anjos (1946–2022), Politiker und Diplomat
- Manuel António (* 1988), olympischer Leichtathlet
- Yamba Asha (* 1976), Fußballspieler
- Manuel Domingos Augusto (* 1957), Diplomat und Politiker
- José Baptista Pinheiro de Azevedo (1917–1983), portugiesischer Militär und Politiker, Ministerpräsident 1975–1976

## B
- Patrícia Barbas (* 1971), portugiesische Architektin
- Bastos (* 1991), Fußballspieler
- Luaty Beirão (* 1981), Hip-Hop-Musiker und Menschenrechtsaktivist
- Natália Bernardo (* 1986), angolanische Handballnationalspielerin
- Maria Borges (* 1992), Model
- André Titi Buengo (* 1980), Fußballspieler
- Aurélio Buta (* 1997), portugiesischer Fußballnationalspieler

## C
- Arsenio Cabungula, genannt Love (* 1979), Fußballspieler
- Djalma Campos (* 1987), Fußballspieler
- Adolfo Luxúria Canibal (* 1959), Sänger der portugiesischen Band Mão Morta
- Boaventura Cardoso (* 1944), Schriftsteller, Diplomat und Politiker
- Azenaide Carlos (* 1990), Handballspielerin
- Arsénio Pompílio Pompeu de Carpo (1792–1869), Unternehmer und Politiker
- Paulo de Carvalho (* 1960), Soziologe
- William Carvalho (* 1992), Fußballspieler

- Luis Pedro Cavanda (* 1991), belgisch-angolanischer Fußballspieler
- Magda Cazanga (* 1991), Handballspielerin
- Carlos Narciso Chaínho (* 1974), Fußballspieler
- Chara bzw. Xara (* 1981), Fußballspieler
- Desidério Costa (* 1934), Politiker, 2002–2008 Erdölminister
- Hélder Costa (* 1994), Fußballspieler
- Esperança da Costa (* 1961), Biologin, Hochschullehrerin und Politikerin
- Mateus Galiano da Costa (* 1984), Fußballspieler
- Assunção Cristas (* 1974), portugiesische Juristin und Politikerin
- Hélder Cristóvão, genannt Hélder (* 1971), portugiesischer Fußballspieler
- Filipe Cruz (* 1969), angolanisch-portugiesischer Handballspieler und -trainer
- Marisa Cruz (* 1974), portugiesische Moderatorin und Schauspielerin
- Stélvio Rosa da Cruz (* 1989), Fußballspieler

## D
- Gelson Dala (* 1996), Fußballspieler
- Vera Daves (* 1983), Politikerin
- Luís Delgado (* 1979), Fußballspieler
- Diamondog (* 1980), angolanischer Rapper mit Wohnsitz in Berlin
- Filomeno Vieira Dias (* 1958), katholischer Erzbischof von Luanda
- Sharam Diniz (* 1991), Model und Schauspielerin

## E
- Elizio (* 1979), Musiker mit kapverdischen Wurzeln
- Pedro Emanuel (* 1975), portugiesischer Fußballspieler
- Vítor Estêvão (* 1952), portugiesischer Kameramann
- Estrela (* 1995), portugiesischer Fußballspieler
- José Xavier Ezequiel (* 1962), portugiesischer Schriftsteller

## F
- Alexandre Faria (* 1973), portugiesischer Rechtsanwalt und Kommunalpolitiker
- Antónia Moreira de Fátima (* 1982), Judoka
- Faustina Fernandes Inglês de Almeida Alves (* 1956), Politikerin
- Bruno Fernando (* 1998), Basketballspieler
- Isabel Ferreira (* 1958), Rechtsanwältin und Schriftstellerin
- Fidelino Loy de Jesus Figueiredo (* 1937), Diplomat
- Paulo José Lopes Figueiredo (* 1972), Fußballspieler
- Paulo Flores (* 1972), Sänger
- Natália Fonseca (* 1998), Handballspielerin
- Núrio Fortuna (* 1995), Fußballspieler
- Irina França (* 1980er Jahre), Sängerin
- Aline Frazão (* 1988), Sängerin, Singer-Songwriterin
- Miguel Francisco (* 1985), deutsch-angolanischer Schauspieler und Musiker

## G
- Paul G (* 1980er Jahre), Musiker

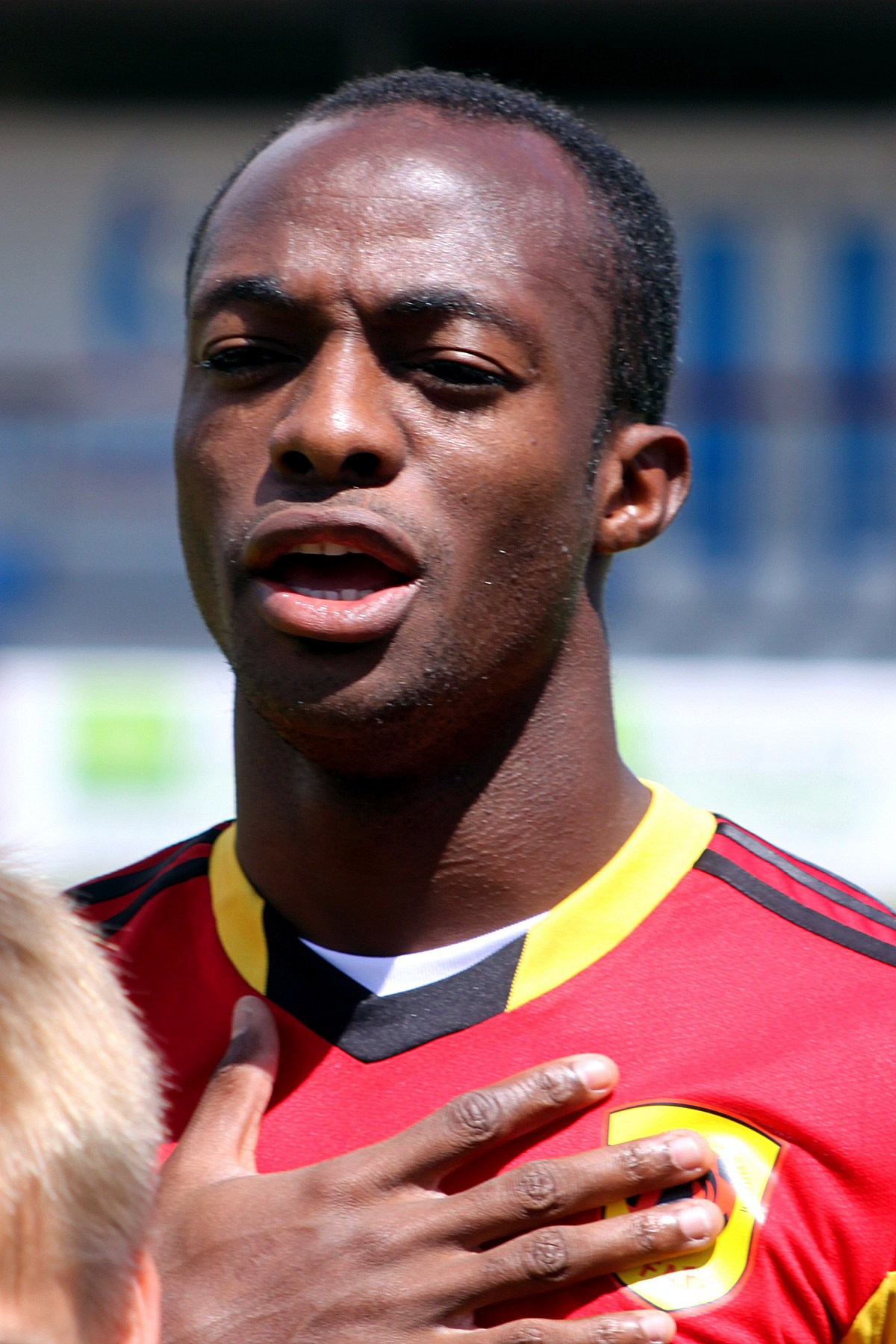
Geraldo (2014, im Trikot Angolas)

- Armando Gama (1954–2022), portugiesischer Sänger, vertrat Portugal beim Eurovision Song Contest 1983
- Zézé Gamboa (* 1955), Filmschaffender
- José Garrido (* 1960), portugiesischer Fußballnationalspieler
- Geraldo (* 1991), Fußballspieler
- Esperança Gicaso (* 1992), paralympische Leichtathletin
- Gilberto (* 1982), Fußballspieler
- Hélder Gonçalves (* 1970), portugiesischer Musiker, Gitarrist der Gruppe Clã
- Salvador Gordo (* 2003), olympischer Schwimmer
- Isabel Guialo (* 1990), angolanische Handballnationalspielerin
- Enoque Guilherme (* 1987), Fußballspieler, seit 2009 angolanischer Nationalspieler
- Miguel Gullander (1975–2024), portugiesisch-schwedischer Lusitanist, Schriftsteller, Pädagoge, Übersetzer und Hochschullehrer

## J
- Jamba (* 1977), Fußballspieler
- Manuel Alexandre Jamuana (* 1984), Fußballspieler, seit 2008 angolanischer Nationalspieler
- António Jacinto (1924–1991), Lyriker und Schriftsteller
- Aguinaldo Jaime (* 1956), Politiker
- Lucas João (* 1993), portugiesischer Fußballspieler
- Mário Augusto Caetano João (* 1978), Politiker
- Paulo Jorge (* 1970), portugiesischer Fußballtorwart
- José Maria Júnior (* 1943), portugiesischer Fußballspieler

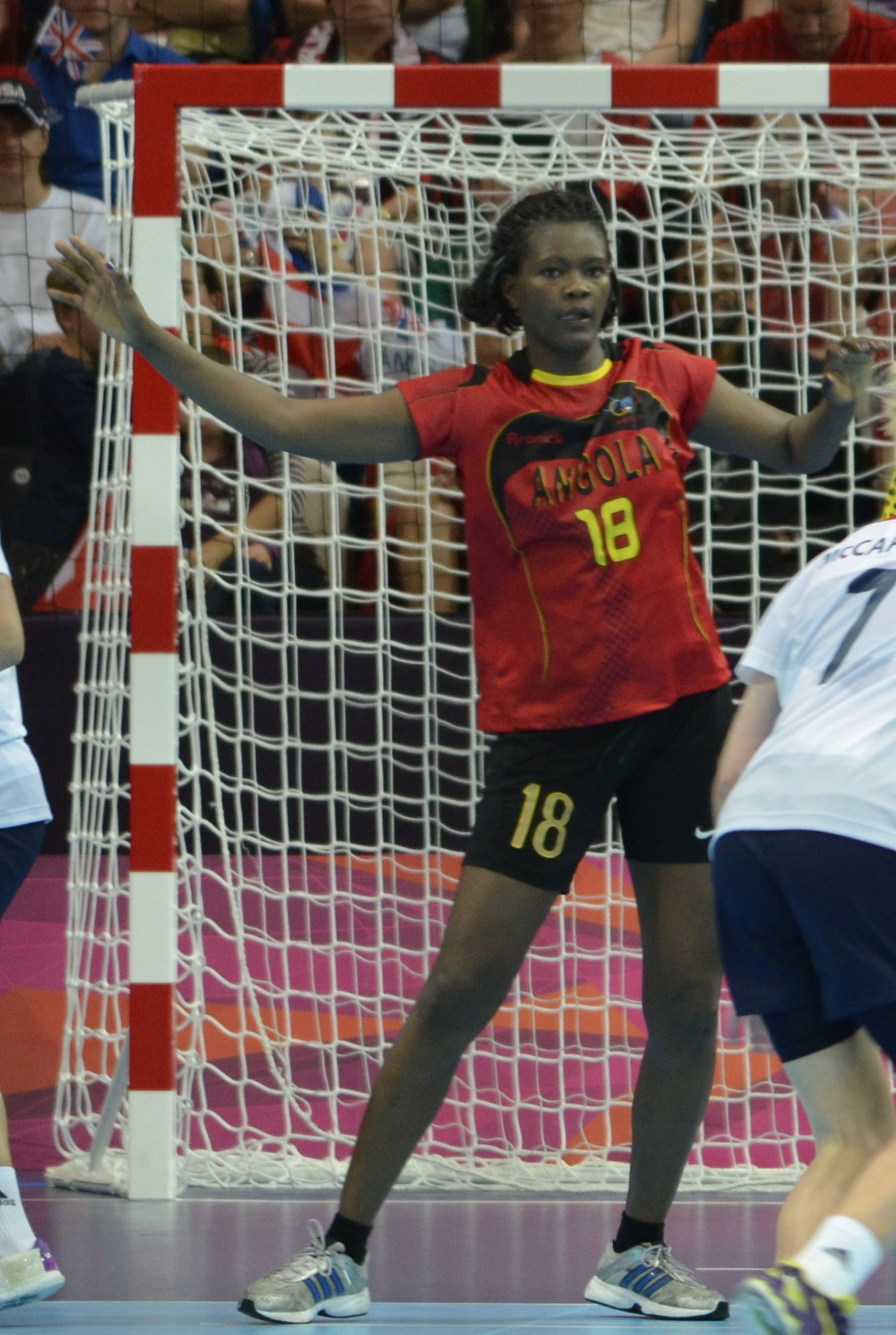
Marcelina Kiala bei Olympia 2012

## K
- Zé Kalanga (* 1983), Fußballspieler
- António Paulo Kassoma (* 1951), mehrmaliger Minister, seit 2010 Parlamentspräsident
- Luisa Kiala (* 1982), angolanische Handballnationalspielerin
- Marcelina Kiala (* 1979), angolanische Handballnationalspielerin

## L
- Lamá (* 1981), Fußballspieler
- José Andrade de Lemos (* 1972), Diplomat
- Cremilda de Lima (* 1940), angolanische Kinderbuchautorin
- Ricardo Lopes (* 1968), portugiesischer Fußballspieler
- Locô (* 1984), Fußballspieler
- Jone Lopes Pedro (* 1990), deutsch-portugiesisch-angolanischer Basketballspieler
- Marcy Cláudio Lopes (* 1981), Jurist und Politiker
- Narciso Lubasa (* 1989), deutsch-angolanischer Fußballspieler

## M
- André Macanga (* 1978), Fußballspieler
- Paulo Madeira (* 1970), portugiesischer Fußballspieler, u. a. Nationalspieler bei der EM´96
- Ana Magalhães (* 1960), Künstlerin, insbesondere Bildhauerin
- Nuno Magalhães (* 1972), portugiesischer Rechtsanwalt und Politiker, Parlamentsabgeordneter für die konservative CDS
- Jabez Makanda (* 2001), deutsch-angolanischer Fußballspieler
- Archer Mangueira (* 1962), Politiker
- Manucho (* 1983), Fußballspieler
- Neftali Manzambi (* 1997), schweizerisch-angolanischer Fußballspieler
- Mário (* 1985), Fußballspieler
- Ana Clara Guerra Marques (* 1962), angolanische Tänzerin und Choreografin
- Rui Marques (* 1977), Fußballspieler
- André Matias (* 1989), olympischer Ruderer, gewann Bronze bei den Afrikameisterschaften 2013

- João Melo (* 1955), Schriftsteller und Journalist
- David Mendes (* 1962), Anwalt, Menschenrechtler und Politiker
- Jorge Alberto Mendonça (* 1938), Fußballspieler
- Antonio Manuel Viana Mendonça (* 1982), Fußballspieler
- Aleixo-Platini Menga (* 1987), deutscher Leichtathlet
- Teresa Nzola Meso (* 1983), Leichtathletin
- Miloy (* 1981), Fußballspieler
- Felício Milson (* 1999), Fußballspieler
- Agenor Miranda (1907–2004), bedeutender Priester der afrobrasilianischen Candomblé-Religion
- Rafael Marques de Morais (* 1971), Bürgerrechtler, Journalist und Autor
- Joaquim Moreno (* 1973), portugiesischer Architekt und Autor
- Paulo Morgado (* 1972), portugiesischer Handballspieler
- Catherine Mulgrave (1827–1891), Lehrerin, Schulleiterin und Katechetin
- Dog Murras (* 1977), Kuduro-Musiker

## N
- Eduardo Nascimento (1943–2019), Sänger, vertrat Portugal beim Grand Prix de la Chanson 1967
- Lopo do Nascimento (* 1942), Politiker, erster Premierminister des unabhängigen Angolas (1975 bis 1978)
- Neide (* 1986), Popmusikerin und Schauspielerin
- Vilma Nenganga (* 1996), Handballspielerin
- Liliana Neto (* 1997), Sprinterin
- Fernando Nobre (* 1951), Politiker, Arzt, Freimaurer und Hochschullehrer

## O

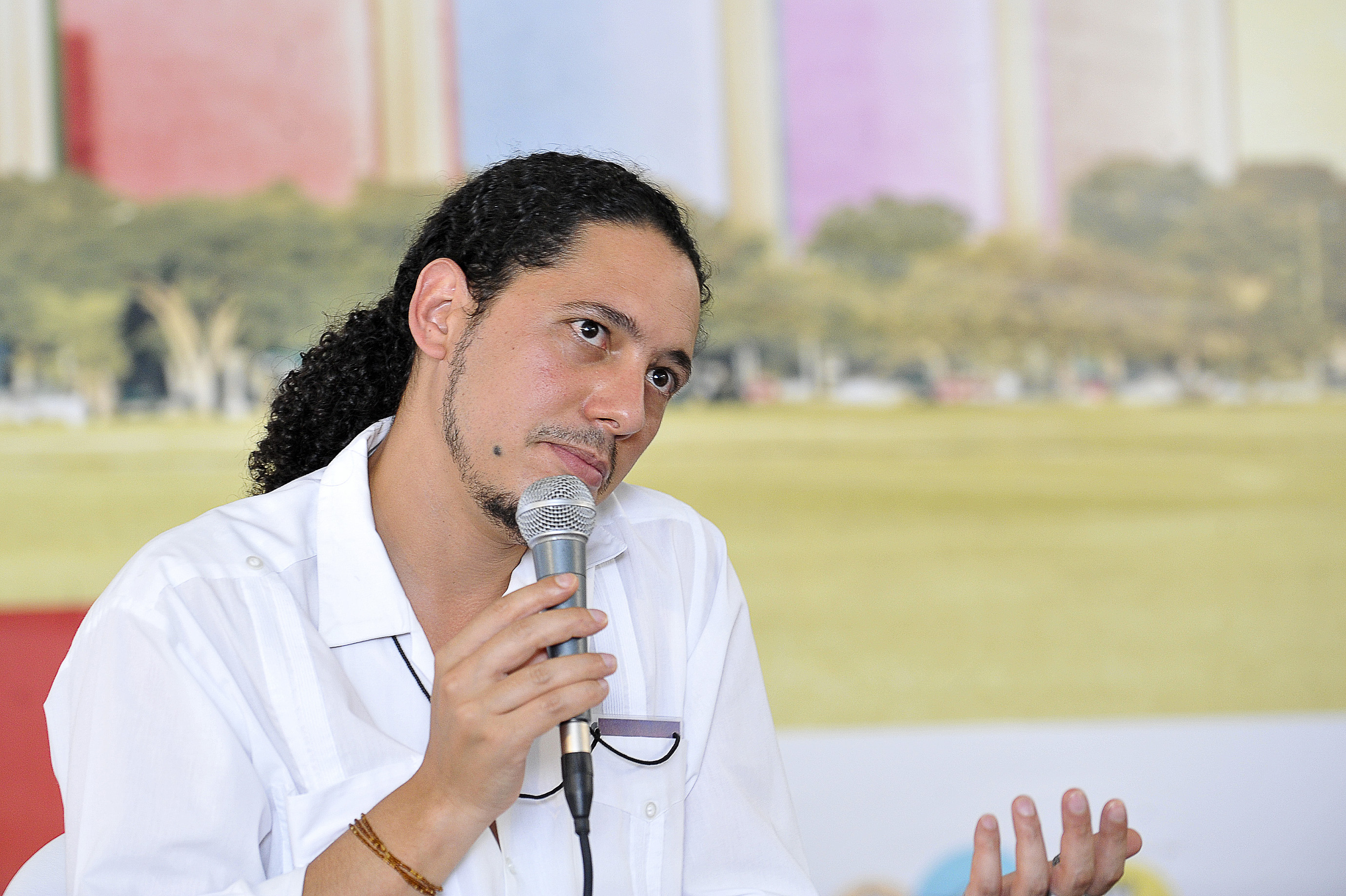
Ondjaki, 2012 in Brasília

- Ondjaki (* 1977), angolanischer Schriftsteller

## P
- Edgar Patrício de Carvalho Pacheco (* 1977), angolanisch-portugiesischer Fußballspieler
- Carlos Parente (* 1961), portugiesischer Fußballnationalspieler
- Pocas Pascoal (* 1963), angolanische Filmregisseurin
- Salvador Manuel Pascoal (* 1977), Kizomba- und Semba-Sänger
- Stélvia Pascoal (* 2002), Handballspielerin
- José Gonçalves Martins Patrício (* 1954), Ölmanager, ehemaliger Diplomat
- Marco Paulo (* 1976), angolanisch-portugiesischer Fußballspieler, portugiesischer Jugendnationalspieler und angolanischer Nationalspieler
- Jone Lopes Pedro (* 1990), deutsch-angolanischer Basketballspieler
- Luís Pedro (* 1990), niederländischer Fußballnationalspieler
- Djaimilia Pereira de Almeida (* 1982), angolanisch-portugiesische Romanautorin und Essayistin
- João Carlos Pereira (* 1965), portugiesischer Fußballspieler und -trainer
- José Maria Pimentel (* 1956), portugiesisch-angolanischer Schriftsteller und Illustrator
- Alberto Oliveira Pinto (* 1962), portugiesischer Schriftsteller
- Afimico Pululu (* 1999), französisch-angolanischer Fußballspieler

## Q
- Eusébio de Queirós (1812–1868), brasilian. Politiker, Richter und Freimaurer, beendete den Sklavenhandel in Brasilien
- Ungudi Quiawacana (* 1990), Leichtathletin

## R
- Nando Rafael (* 1984), deutsch-angolanischer Fußballspieler
- Anselmo Ralph (* 1981), Popsänger
- Cláudio Ramos (* 1973), portugiesischer Fernsehmoderator, -schauspieler und Schriftsteller
- Micalea Reis (* 1988), angolanisch-portugiesische Schauspielerin, Miss Angola 2007
- Alexandre Relvas (* 1956), Manager, Lobbyist und PSD-Politiker
- Óscar Bento Ribas (1909–2004), angolanischer Ethnologe und Schriftsteller
- Alberto do Carmo Bento Ribeiro (* 1941), angolanischer Politiker und Diplomat
- João Ricardo (* 1970), Fußballspieler
- José Carvalho da Rocha (* 1964), angolanischer Politiker, seit 2008 Telekomm. und IT-Minister
- Altamiro Rodrigues (1959–2007), angolanischer Sänger
- Jacinto Rodrigues (* 1939), portugiesischer Philosoph, Hochschullehrer und Autor
- José Joaquim Rodrigues (* 1936), portugiesischer Bildhauer und Zeichner

## S
- Manuela Sambo (* 1964), Malerin
- António Santos (* 1964), olympischer Leichtathlet, 1988 afrikanischer Dreisprungmeister
- Ana Paula dos Santos (* 1963), Präsidentengattin
- Fernando da Piedade Dias dos Santos, genannt Nandó (* 1952), Premierminister seit 2002
- Francisco Santos, genannt Xesko (* 1962), angolanisch-portugiesischer Künstler und olympischer Schwimmer
- José Eduardo dos Santos (1942–2022), Präsident von Angola
- José Filomeno dos Santos (* 1978), Geschäftsmann, Sohn des ehemaligen Präsidenten José Eduardo dos Santos
- Nuno Rodrigues dos Santos (1910–1984), Politiker und Freimaurer, 1983–1984 Präsident der Partei PSD
- Welwitschia dos Santos (* 1978), Unternehmerin und Politikerin, Präsidententochter
- João Victor Saraiva, genannt Madjer (* 1977), Beachsoccer-Fußballspieler
- Paulo Castro Seixas (* 1967), portugiesischer Anthropologe und Soziologe, Hochschullehrer und Autor
- Luís Lopes de Sequeira († 1681), afro-portugiesischer Offizier, Befehlshaber der Schlacht von Ambuila (1665)
- Eusébio de Queirós Coutinho da Silva (1781–1842), luso-brasilianischer Jurist, Minister in Brasilien
- João Paulo de Silva (* 1964), angolanischer olympischer Sportschütze
- Jildson Simões (* 1989), Unternehmer, Sportler und Funktionär, Veranstalter internat. Jiu-Jitsu-Wettkämpfe
- Hugo Soares (* 1974), angolanischer Fußballspieler
- Álvaro Sobrinho (* 1962), Unternehmer und Bankier
- João Pedro Sousa (* 1971), portugiesischer Fußballspieler und -trainer
- Luís Soveral (* 1961), portugiesischer Maler, Architekt, Schauspieler und Genealoge

## T
- Gonçalo M. Tavares (* 1970), portugiesischer Schriftsteller
- Luís Filipe B. Teixeira (* 1959), portugiesischer Schriftsteller, Philosoph und Hochschullehrer
- Paula Teixeira da Cruz (* 1960), portugiesische Juristin und Politikerin, seit 2011 Justizministerin
- Titica, transgeschlechtliche Musikerin und Tänzerin

## V
- Fernando José de França Dias Van Dúnem (1934–2024), Botschafter und Politiker
- Francisca Van Dunem (* 1955), angolanisch-portugiesische Juristin und Politikerin, Justizministerin im Kabinett Costa I
- João Van-Dúnem (1952–2013), Journalist und Medienmanager
- Maria de Lourdes Pereira dos Santos Van-Dúnem (1935–2006), Sängerin
- Afonso Van-Dúnem M’Binda (1941–2014), Diplomat und Politiker
- Liliana Venâncio (* 1995), Handballspielerin

- Manuel Domingos Vicente (* 1956), Ingenieur, Manager und Politiker, seit 2012 Vizepräsident Angolas
- Lito Vidigal (* 1969), Fußballtrainer
- José Pierre Vunguidica (* 1990), Fußballspieler

## X
- Fernando Agostinho da Costa, meist Xara genannt (* 1981), Fußballspieler